# Ameerega silverstonei
Espèce
Synonymes
- Dendrobates silverstonei Myers & Daly, 1979
- Epipedobates silverstonei (Myers & Daly, 1979)

Statut de conservation UICN

 EN B1ab(iii,v) : En danger
Statut CITES
Ameerega silverstonei est une espèce d'amphibiens de la famille des Dendrobatidae.

## Répartition
Cette espèce est endémique de la région de Huánuco au Pérou. Elle se rencontre à 1 330 m d'altitude dans la cordillère Azul.

## Étymologie
Cette espèce est nommée en l'honneur de Philip Arthur Silverstone.

## Publication originale
- Myers & Daly, 1979 : A name for the poison frog of the Cordillera Azul, eastern Peru, with notes on its biology and skin toxins (Dendrobatidae). American Museum Novitates, no 2674, p. 1-24 (texte intégral).